# Römischer Spitzgraben

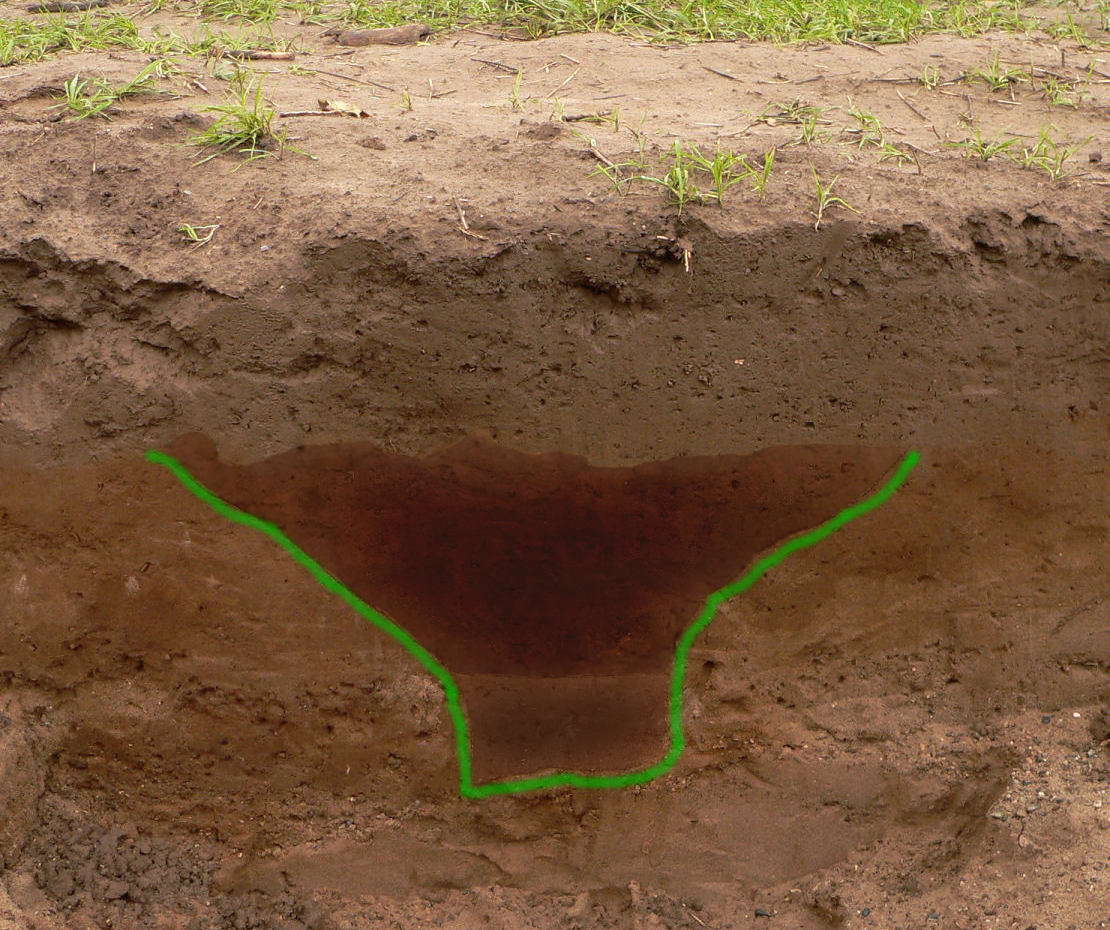
Grabungsschnitt mit dem Spitzgraben des römischen Marschlagers von Wilkenburg

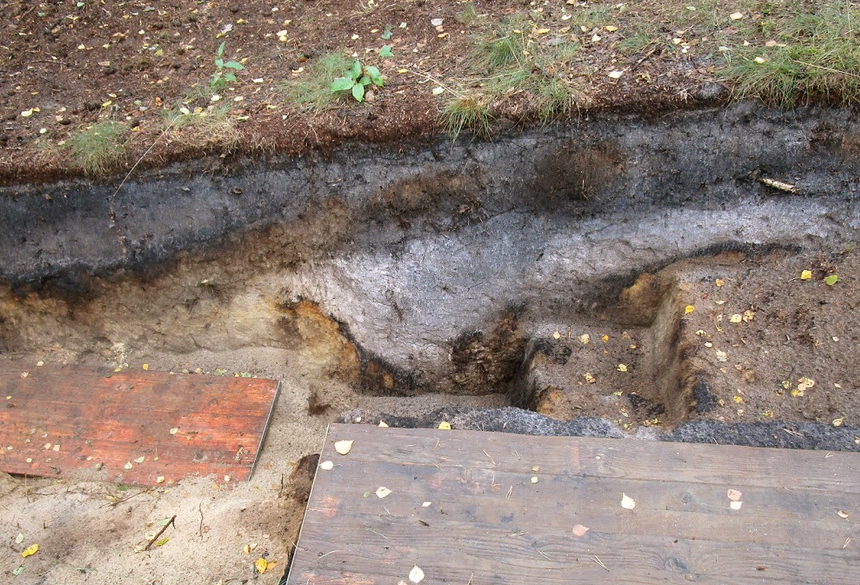
Grabungsschnitt mit dem Spitzgraben des Römerlagers Bielefeld-Sennestadt

Der römische Spitzgraben (lateinisch fossa fastigata „spitz zulaufender Graben“) ist ein von der römischen Armee angelegter Wehrgraben, der der Verteidigung und der Sicherung von römischen Militärlagern diente. Die Größe, Anordnung und Anzahl der Spitzgräben variiert je nach Lage, häufig wurden sie in Verbindung mit einem Wall angelegt.

## Schriftliche Überlieferung
Die Quellenlage zu römischen Verteidigungsgräben ist nicht sehr umfassend, jedoch gibt es einige schriftliche Überlieferungen. So nennt der spätantike Autor Flavius Vegetius Renatus die genauen Ausmaße eines Grabens für ein Marschlager. Auch andere Autoren erwähnen an einigen Stellen Spitzgräben mit ihren Maßen. Diese sind jedoch meist situationsabhängig, so zum Beispiel Gaius Iulius Caesar bei der Beschreibung des Kampfes gegen Afranius.

## Aufbau
Die Anlage von Gräben als Schutz- und Verteidigungsmaßnahme gibt es nachweislich seit Beginn der Entwicklung fester Siedlungen. Die römische Armee hat dies für ihre Zwecke standardisiert.
Dies zeigen die Angaben des antiken Autors Vegetius, der genaue Größenangaben sowohl für Marsch- als auch für Standlager gibt. Marschlager waren durch die römischen Truppen auf Kriegszügen in Feindesland für eine sehr kurze Dauer, häufig nur für eine Nacht, angelegte Befestigungen. Aus diesem Grunde gestaltet sich ein Nachweis trotz ihrer vermutlich hohen Anzahl als sehr schwierig, denn alles wurde vor dem Verlassen zurückgebaut. Vegetius gibt Maße von 5 Fuß (1,5 Meter) Breite und 3 Fuß (0,9 Meter) Tiefe an. Der Erdaushub wurde für das Anlegen der Mauer verwendet. Im Falle von Marschlagern handelte es sich meist um eine Rasensodenmauer mit aufgepflanzten pila muralia.
Standlager hingegen wurden für eine längere Belegung angelegt, die genaue Nutzung konnte bei diesen sehr unterschiedlich sein. Dadurch waren auch die verschiedenen Verteidigungsvorrichtungen unterschiedlich ausgeprägt. Ein Winterlager in Feindesland wurde meist von mehreren Gräben und weiteren Vorrichtungen umgeben, wogegen ein Baulager für Bausoldaten in der Nähe einer großen Stadt nur den Mindestansprüchen entsprach. Vegetius gibt als Richtwert eine Breite von 9 bis 13 Fuß (2,7 bis 3,9 Meter) und eine Tiefe von 7 Fuß (2,1 Meter) an. Dass es sich hierbei jedoch nur um Richtwerte handelt, zeigen die Ausgrabungen im gesamten Imperium, denn die Maße können sehr stark variieren. Eindeutig scheint jedoch, dass die „V“-Form im militärischen Bereich die am weitesten verbreitetste Form war, denn sie wird in dem Standardwerk zum römischen Kasernenwesen „De munitionibus castrorum“ des Pseudo-Hygin genannt. Es gibt des Weiteren kaum Befunde, die auf eine andere Grabenform hindeuten, die genauso oft genutzt wurde.
Die Gräben konnten ihre volle Wirkung nur in Verbindung mit den anderen Elementen der Verteidigung entfalten, die Abstände waren meistens an die genutzten Waffen angepasst.

## Ausführung
Der Aufbau eines römischen Spitzgrabens ist immer gleich, wenn auch die Größe und Anzahl der Gräben variieren kann. Es gibt lediglich in einigen Fällen eine Abweichung mit einem Reinigungsgräbchen am Boden des Grabens. Dabei ist die untere Spitze nicht spitz zulaufend, sondern leicht eingetieft. Dies sollte vermutlich den Wasserabfluss erleichtern und den Schmutz wegspülen. Ob es eine genaue Vorgabe für Reinigungsgräbchen gegeben hat und wann dieses angelegt wurde, ist nicht bekannt. Die Gräben konnten in einer symmetrischen „V“-Form angelegt werden oder eine der Seiten wurde in die Breite gezogen, um einen besseren Beschuss zu ermöglichen. Zudem waren in den Gräben häufig weitere Hindernisse wie angespitzte Äste eingelassen, um eine Überwindung schwieriger zu machen. Ein derart umfangreicher Ausbau wurde bei Marschlagern, die nur für eine Nacht angelegt wurden, weniger oft vorgenommen. In diesem Fall wurden möglicherweise von Hand ausgestreute Fußangeln verwendet, diese sind jedoch heute kaum noch nachweisbar.

## Befunde
Anders als bei Bauwerken ist der archäologische Nachweis von römischen Spitzgräben schwierig, denn außer Erdverfärbungen sind meist keine weiteren Überreste vorhanden. Dennoch tauchen Grabenstrukturen bei geomagnetischen Prospektionen als Befund auf. Jedoch ist es kaum möglich Prospektionen flächendeckend durchzuführen, insbesondere wenn die Befunde innerhalb einer modernen Stadt liegen. Wenn diese Gräben lokalisiert sind, können sie meist mithilfe von archäologischen Grabungen erfasst werden. Dies ist am Beispiel des Marschlager in Ermelo-Leuvenum in den Niederlanden gut zu erkennen. Vor allem bei langfristigen Befestigungen, wie den Legionslagern, können die Strukturen gut analysiert werden.

## Beispiele

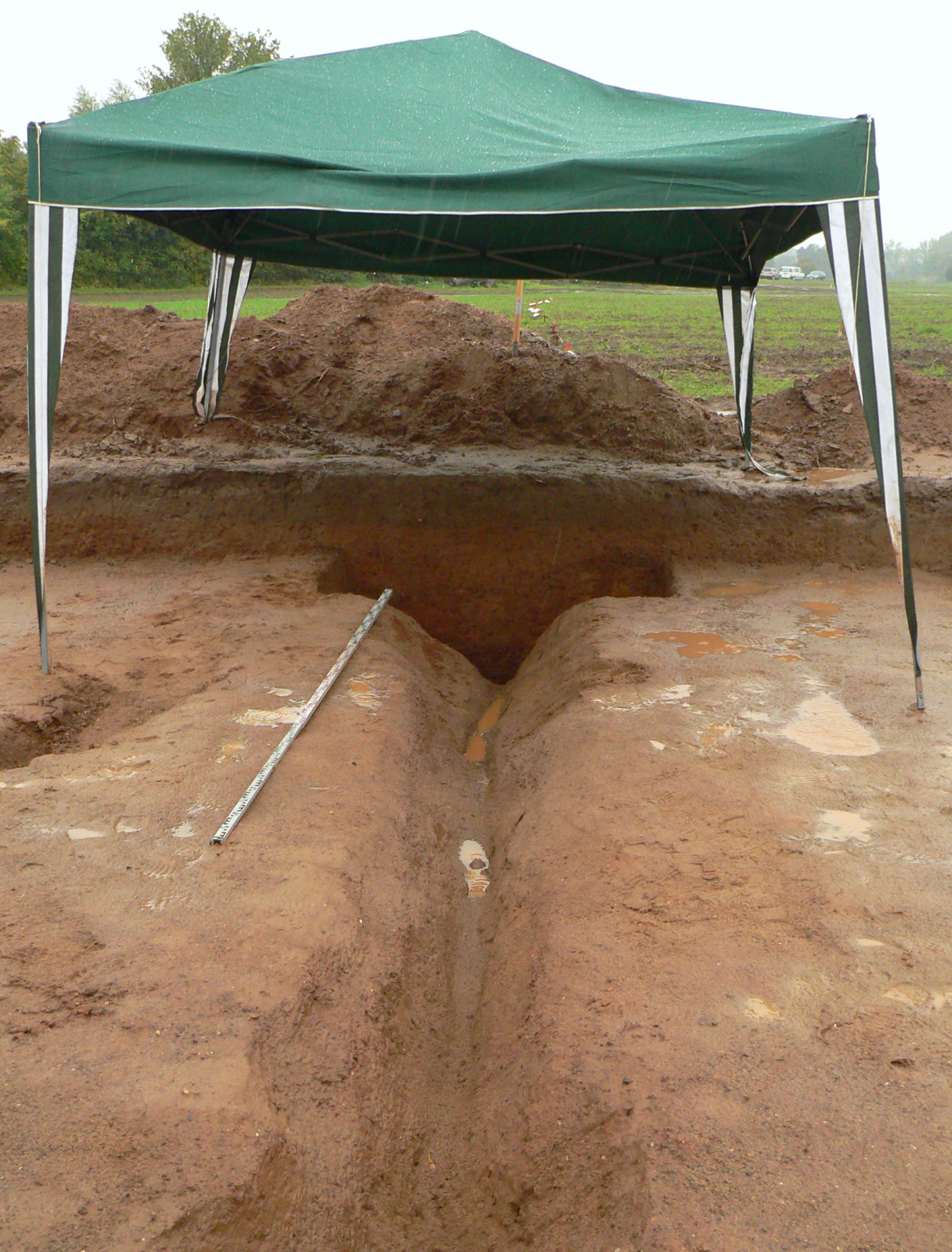
Ausgelöffelter Spitzgraben beim römischen Marschlager von Wilkenburg

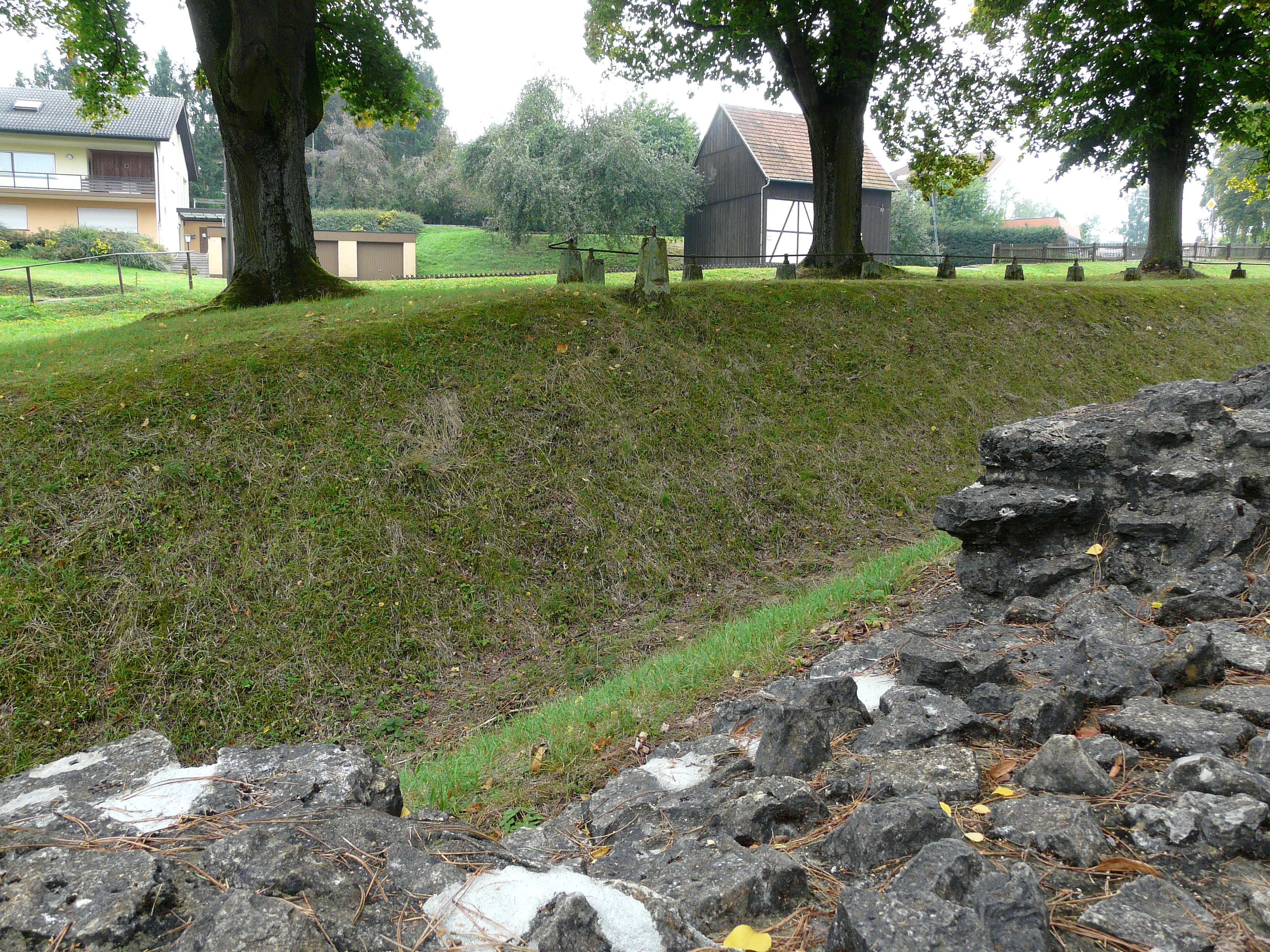
Erhaltener Spitzgraben des Kastells Osterburken

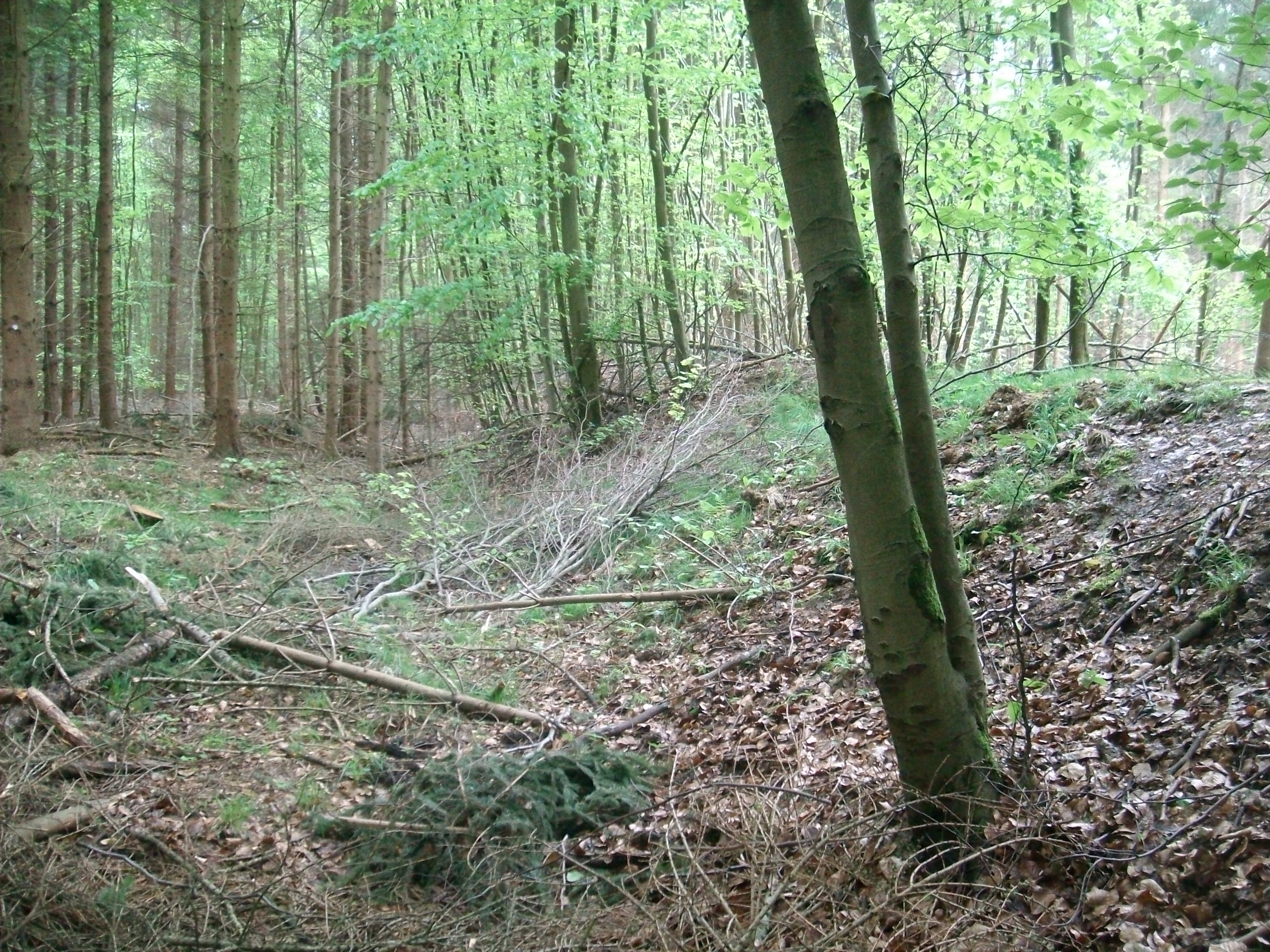
Erhaltener Spitzgraben des Römerlagers Oberbrechen

- Marschlager von Wilkenburg, das bis zu 20.000 Soldaten Platz bot. Bei Ausgrabungen im Jahre 2019 wurden die noch sichtbaren Überreste eines Spitzgrabens entdeckt. Der Graben war im anstehenden Sand in einer Tiefe von 0,9 bis 1,3 Metern und einer Breite von bis zu 1,2 Metern erhalten. Der Graben weist am Boden ein sogenanntes Reinigungsgräbchen auf.[11]
- Römerlager Bielefeld-Sennestadt, das bis zu 25.000 Soldaten Platz bot. Bei Ausgrabungen im Jahre 2015 wurden die noch sichtbaren Überreste eines Erdwalls mit vorgelagertem Spitzgraben entdeckt. Er war etwa 80 cm tief und ca. 1,5 Meter breit.
- Legionslager Inchtuthil in Schottland, bei dem es einen Gebäudekomplex mit Gräben von unterschiedlichen Ausmaßen gab. So hatten im Westen der Anlage die Gräben Ausmaße von 1,5 Meter Breite und rund 0,8 Meter Tiefe, wogegen die anderen Bereiche eine Breite von 3 Metern und eine Tiefe von 2 Metern aufwiesen. Die größeren Gräben waren mit einem Reinigungsgräbchen versehen, die kleineren nicht.[12]
- Schlacht um Alesia. In verschiedenen archäologischen Kampagnen wurden die von Caesar errichteten Verteidigungsanlagen ausgegraben und anschaulich aufgearbeitet. Dieser Komplex ist ein gutes Beispiel für das Zusammenbringen von Quellentexten und heute ergrabenen Befunden. Ebenfalls konnten dort die unterschiedlichen Verteidigungsmaßnahmen erforscht werden, denn in den beiden Gräben waren an vielen Stellen noch weitere Hindernisse wie Löcher mit angespitzten Pfählen oder Fußangeln angebracht.[13]